# Johann Krist
Johann Krist (* 5. November 1869 in Rabersdorf, Mähren; † 20. April 1935 in Wien) war Bezirksvorsteher des 10. Wiener Gemeindebezirks Favoriten.

## Leben
Johann Krist kam 1889 als Handelsangestellter nach Wien und machte sich 1903 am heutigen Viktor-Adler-Platz 12 (damals Eugenplatz) mit einer Parfümerie selbstständig. Im Bezirk engagierte er sich als Obmann des Hausbesitzervereins, des Schrebergartenvereins Favoriten, des Vereins Volkslesehalle und als Ehrenobmann des Österreichischen Gewerbebundes. Außerdem war er Patronatskommissär der Pfarre Pfarrkirche am Keplerplatz, Ortsschulrat und Herausgeber des Favoritner Bezirksblattes, hatte aber noch zahlreiche weitere Funktionen in diversen Vereinen. In politischer Hinsicht gehörte Krist der Christlichsozialen Partei an, deren Bezirksobmann er war und deren Wiener Parteileitung er angehörte. Von 1915 bis 1918 war er Bezirksvorsteher-Stellvertreter unter Leopold Hruza. Nachdem im Zuge der Bürgerkriegsereignisse im Februar 1934 der sozialdemokratische Bezirksvorsteher August Sigl durch das autoritäre Dollfuß-Regime abgesetzt worden war, griff man auf den noch zur einstigen Luegergarde zählenden Johann Krist zurück, um ihn als Bezirksvorsteher einzusetzen.

## Ehrungen
Johann Krist erhielt ein ehrenhalber gewidmetes Grab auf dem Wiener Zentralfriedhof (Gruppe 4, Reihe 4, Nr. 43). Innerhalb der Kleingartenanlage Favoriten wurde die Kristgasse nach ihm benannt (nicht amtlich).